# Лос Анђелес
Лос Анђелес (енгл. Los Angeles) град је у америчкој савезној држави Калифорнија. Смештен је уз обалу Тихог океана. По попису становништва из 2020. у њему је живело 3.898.747 становника, што га чини највећим градом у Калифорнији и након Њујорка другим најнасељенијим градом у САД. Основали су га Мексиканци 1781. До 1846. био у саставу Мексика. Пуно оригинално име града на шпанском гласи: Pueblo de Nuestra Señora la Reina de Los Ángeles del Río de Porciuncula (Град наше Богородице краљице Анђела са реке Порсиункула).
Лос Анђелес је и седиште округа Лос Анђелес, који је 2005. имао популацију од 10.226.506, што га чини најнасељенијим округом у САД, а цело метрополитанско подручје града исте је године имало 17.545.623 становника, чиме је једно од највећих метрополитанских подручја на свету. Универзитетски је центар, а у граду се налази и велики филмски студио (Холивуд), и музеј филма. Такође је и туристичко средиште. Развијене су нафтна, хемијска, авионска, филмска, алуминијумска, дрвна и прехрамбена индустрија.
Лос Анђелес је познат као један од најважнијих светских економских, културалних и забавних центара. У граду се налазе бројни универзитети, научне институције, позоришта и музеји. Лос Анђелес је средиште филмске и телевизијске индустрије која је смештена у његовом предграђу, Холивуду, а уз то је и важно средиште музичке сцене, као и индустрије авиона и свемирских летелица. Град је, осим тога, двапут био и домаћин Олимпијских игара које су се у њему одржавале 1932. и 1984. године.

## Историја
Лос Анђелес је основао шпански гувернер Калифорније Фелипе де Неве као насеље на подручју Тонгва Индијанаца 4. септембра 1781. године заједно с 44 досељеника као „Град наше госпе краљице анђела“ (шп. El Pueblo de Nuestra Señora la Reina de los Angeles del Río de Porciúncula). У то време ово подручје је углавном служило за бављење сточарством.
Године 1835, Лос Анђелес је постао град, а истовремено и главни град најсеверније мексичке регије Алта Калифорнија. До следеће године број становника је порастао на 2.228, али се од тада на неко време поновно смањио. До средине 19. века, Лос Анђелес је био мексичко насеље које се углавном састојало од америчких досељеника, сиромашних кинеских радника и малог броја добростојећих мексичких земљопоседника. Током Америчко-мексичког рата између 1846. и 1848, амерички војници су окупирали Алта Калифорнију и Лос Анђелес те их припојили САД.
Дана 4. априла 1850. насеље је у оквиру оснивања савезне државе Калифорније добило право да постане град, а тада је имало само 1.610 становника. Велики раст града почео је након што је 1876. спојен на железничку пругу Унион Пацифик Рејлроуд, а затим и градњом железничке пруге према Санта Феу 1885. године, те вађењем угља и нафте почетком деведесетих година 19. века. Град је тада био и синоним за добро здравље, чисту околину, велику осунчаност и плантаже лимуна.
Велику број миграната чинили су досељеници из савезних држава Средњега запада попут Ајове и Индијане, који су као нова политичка владарска класа надмашили мексичку елиту. Некадашње велике фарме замењене су парцелама и број становништва је растао те је град 1900. већ имао 100.000 становника, а у следећих десет година број становника се утростручио. Између 1899. и 1914. изграђена је велика лука, а будући да залихе воде више нису биле довољне, 1913. године је у северном делу града изграђен акведукт.
Након оснивања бројних околних насеља, градско подручје Лос Анђелеса обухватило је и околне градове као што су Вилмингтон, Сан Педро, Холивуд, Савтеле, Хјуд Парк, Игл Рок, Венис, Вотс, Барнс сити и Туџунга. Санта Моника, Беверли Хилс и Сан Фернандо, који се сматрају економским и културним деловима Лос Анђелеса, успели су да у административном смислу до данас да одрже самосталност.
Године 1932, у Лос Анђелесу су по први пут одржане Олимпијске игре, а брзонапредујућа филмска индустрија мамила је бројне новопридошлице у град. Ипак прави бум се догодио после Другог светског рата када су се у граду сместили погони за производњу авиона и свемирских летелица.
Године 1960, изграђен је први високи облакодер у којем су се налазиле канцеларије. У августу 1965. дошло је до великих нереда у којима су погинуле 34 особе. Године 1984, у граду су по други пут одржане Олимпијске игре.
У априлу 1992. дошло до великих немира који су представљали једну од највећих побуна у историји САД, а изазвани су након што су ослобођена четири полицајца беле боје коже, који су злостављали црнца Роднија Кинга, а у тим нередима погинуло је 58 људи. Крајем новембра и почетком октобра 1993. у градском подручју су избили велики пожари и уништили један део града док је у јануару 1994. године град погодио потрес јачине 6,7 према Рихтеровој скали, при чему је погинуло 57 људи, а оштећено је или уништено неколико хиљада зграда и бројне улице.
Са завршетком Хладног рата тешко је погођена једна од важних привредних грана града, индустрија авиона и свемирских летелица. Незапосленост, растући криминал и расистички испади само су неки од проблема с којима се данас бори Лос Анђелес.

## Географија
Лос Анђелес је веома велики град, а ободи града су врло удаљени од центра и иду од плажа до планина. Град је неправилног облика и заузима површину од око 1.302 km², од тога 1.214 km² копна и 88 km² водене површине. Град се простире дужином од 71 km и ширином од 47 km. Обим града је 550 km.
Лос Анђелес је и раван и брдовит. Планине Санта Моника се протежу кроз град, делећи га у долину Сан Фернандо на северу и басен Лос Анђелеса на југу. Највиша тачка града је Маунт Лукенс са висином од 1.547 m који се налази у североисточном делу долине Сан Фернандо. Источни крај планине Санта Моника се протеже од центра Лос Анђелеса до Тихог океана. Други брдовити крајеви Лос Анђелеса су област Маунт Вашингтон северно од центра, источни делови као што су Бојл Хајтс, Креншо око Болдвин Хилса и округ Сан Педро.
Река Лос Анђелес протиче кроз град дужином од 77 km. Река је углавном сезонског типа и она је главни одводни канал у граду. Реку је исправио и дно бетонирао Инжињеријски корпус Армије САД да би функционисала као канал за контролу поплава. Река извире у округу Канога Парк, тече на исток од долине Сан Фернандо дуж северне ивице планине Санта Моника, скреће на југ кроз центар града и улива се у Тихи океан у луци Лонг Бича. Мања река Балона Крик се улива у залив Санта Моника у Плаји дел Реј.
Лос Анђелес се помера око 6,3 mm на исток сваке године.

### Топографија
Лос Анђелес је неправилног облика, и покрива укупну површину од 1291 km, која обухвата 1214 km² копна, и 88 km² водене површине. Град се простире 71 km по дужини, и 47 km по ширини. Обим града је 550 . То је једини велики град у Сједињеним Државама преполовљен планинским венцем.
Лос Анђелес је уједно и раван и брдовит. Највиша тачка града налази се на надморској висини од 1547 m, и то је Моунт Лукенс, који се налази североисточно од долине Сан Фернандо. Брдовити делови Лос Анђелеса укључују планине Санта Моника, које се протежу од центра града (Доwнтоwн) па до обале Пацифика, затим планина Wасхингтон северно од центра града, а такође и источне делове као што су брда Балдwин и округ Сан Педра.
Река Лос Анђелес, која је уједно и највећа река, основни је дренажни канал. Река почиње у округу парка Цанога и тече источно од долине Сан Фернандо, дуж северне ивице планина Санта Моника, затим на југ кроз центар града, даље кроз оближњи Вернон, до ушћа на обали Пацифика.

### Клима
Лос Анђелес има Суптропску-Медитеранску климу (Кепенова класификација климата Csb на обали, Csa острву), и прима тек довољну годишњу количину падавина да се избјегне било Кепенову BSh или BSk (полупустињску клима) класификацију. Лос Анђелес има обиље сунчаних дата током целе године, са само 35 дана годишње са мерљивом преципитацијом.
Температуре на обалском сливу премашују 32 °C током десетак дана годишње, од једног дана месечно у априлу, мају, јуну и новембру, до три дана месечно у јулу, августу, октобру и пет дана у септембру. Температуре у Сан Фернандо и Сан Габриел долинама су знатно више. Температуре знатно варирају током дана; на острвским областима разлика између просечне дневне ниске и просечне дневне високе температуре је преко 16 °C. Просечна годишња температура мора је 17 °C, од 14 °C у јануару до 20 °C у августу. Град има више од 3.000 сунчаних сати годишње, од просечно 7 сунчаних сати у децембру, до просечно 12 у јулу.
| Клима Лос Анђелес (, Центар), 1981–2010 нормале, екстреми 1877–садашњост | Клима Лос Анђелес (, Центар), 1981–2010 нормале, екстреми 1877–садашњост | Клима Лос Анђелес (, Центар), 1981–2010 нормале, екстреми 1877–садашњост | Клима Лос Анђелес (, Центар), 1981–2010 нормале, екстреми 1877–садашњост | Клима Лос Анђелес (, Центар), 1981–2010 нормале, екстреми 1877–садашњост | Клима Лос Анђелес (, Центар), 1981–2010 нормале, екстреми 1877–садашњост | Клима Лос Анђелес (, Центар), 1981–2010 нормале, екстреми 1877–садашњост | Клима Лос Анђелес (, Центар), 1981–2010 нормале, екстреми 1877–садашњост | Клима Лос Анђелес (, Центар), 1981–2010 нормале, екстреми 1877–садашњост | Клима Лос Анђелес (, Центар), 1981–2010 нормале, екстреми 1877–садашњост | Клима Лос Анђелес (, Центар), 1981–2010 нормале, екстреми 1877–садашњост | Клима Лос Анђелес (, Центар), 1981–2010 нормале, екстреми 1877–садашњост | Клима Лос Анђелес (, Центар), 1981–2010 нормале, екстреми 1877–садашњост | Клима Лос Анђелес (, Центар), 1981–2010 нормале, екстреми 1877–садашњост |
| Показатељ \ Месец                                                        | .Јан.                                                                    | .Феб.                                                                    | .Мар.                                                                    | .Апр.                                                                    | .Мај.                                                                    | .Јун.                                                                    | .Јул.                                                                    | .Авг.                                                                    | .Сеп.                                                                    | .Окт.                                                                    | .Нов.                                                                    | .Дец.                                                                    | .Год.                                                                    |
| ------------------------------------------------------------------------ | ------------------------------------------------------------------------ | ------------------------------------------------------------------------ | ------------------------------------------------------------------------ | ------------------------------------------------------------------------ | ------------------------------------------------------------------------ | ------------------------------------------------------------------------ | ------------------------------------------------------------------------ | ------------------------------------------------------------------------ | ------------------------------------------------------------------------ | ------------------------------------------------------------------------ | ------------------------------------------------------------------------ | ------------------------------------------------------------------------ | ------------------------------------------------------------------------ |
| Апсолутни максимум, °C (°F)                                              | 35 (95)                                                                  | 35 (95)                                                                  | 37 (99)                                                                  | 41 (106)                                                                 | 39 (103)                                                                 | 44 (112)                                                                 | 43 (109)                                                                 | 41 (106)                                                                 | 45 (113)                                                                 | 42 (108)                                                                 | 38 (100)                                                                 | 33 (92)                                                                  | 45 (113)                                                                 |
| Средњи максимум, °C (°F)                                                 | 28,5 (83,3)                                                              | 29,1 (84,3)                                                              | 29,9 (85,8)                                                              | 32,9 (91,2)                                                              | 32,1 (89,7)                                                              | 32,3 (90,2)                                                              | 34,5 (94,1)                                                              | 35,2 (95,3)                                                              | 37,2 (98,9)                                                              | 35,3 (95,5)                                                              | 31,1 (88,0)                                                              | 27,4 (81,4)                                                              | 39,3 (102,7)                                                             |
| Максимум, °C (°F)                                                        | 20,1 (68,2)                                                              | 20,3 (68,6)                                                              | 21,2 (70,2)                                                              | 22,6 (72,7)                                                              | 23,6 (74,5)                                                              | 25,6 (78,1)                                                              | 28,4 (83,1)                                                              | 29,1 (84,4)                                                              | 28,4 (83,1)                                                              | 25,8 (78,5)                                                              | 22,7 (72,8)                                                              | 19,8 (67,7)                                                              | 24 (75,2)                                                                |
| Просек, °C (°F)                                                          | 14,4 (58,0)                                                              | 14,9 (58,9)                                                              | 15,9 (60,6)                                                              | 17,3 (63,1)                                                              | 18,8 (65,8)                                                              | 20,7 (69,2)                                                              | 22,9 (73,3)                                                              | 23,5 (74,3)                                                              | 22,8 (73,1)                                                              | 20,3 (68,6)                                                              | 16,9 (62,4)                                                              | 14,2 (57,6)                                                              | 18,6 (65,4)                                                              |
| Минимум, °C (°F)                                                         | 8,8 (47,8)                                                               | 9,6 (49,3)                                                               | 10,6 (51,0)                                                              | 11,9 (53,5)                                                              | 13,9 (57,1)                                                              | 15,7 (60,3)                                                              | 17,6 (63,6)                                                              | 17,8 (64,1)                                                              | 17,3 (63,1)                                                              | 14,8 (58,7)                                                              | 11,1 (52,0)                                                              | 8,6 (47,5)                                                               | 13,2 (55,7)                                                              |
| Средњи минимум, °C (°F)                                                  | 5,2 (41,3)                                                               | 6,1 (42,9)                                                               | 7,2 (44,9)                                                               | 9,1 (48,4)                                                               | 12 (53,6)                                                                | 14 (57,2)                                                                | 16,2 (61,2)                                                              | 16,6 (61,8)                                                              | 15,1 (59,2)                                                              | 12,3 (54,1)                                                              | 7,2 (45,0)                                                               | 4,9 (40,8)                                                               | 3,9 (39,1)                                                               |
| Апсолутни минимум, °C (°F)                                               | −2 (28)                                                                  | −2 (28)                                                                  | −1 (31)                                                                  | 2 (36)                                                                   | 4 (40)                                                                   | 8 (46)                                                                   | 9 (49)                                                                   | 9 (49)                                                                   | 7 (44)                                                                   | 4 (40)                                                                   | 1 (34)                                                                   | −1 (30)                                                                  | −2 (28)                                                                  |
| Количина кишеmm (in)                                                     | 79,2 (3,12)                                                              | 96,5 (3,80)                                                              | 61,7 (2,43)                                                              | 23,1 (0,91)                                                              | 6,6 (0,26)                                                               | 2,3 (0,09)                                                               | 0,3 (0,01)                                                               | 1 (0,04)                                                                 | 6,1 (0,24)                                                               | 16,8 (0,66)                                                              | 26,4 (1,04)                                                              | 59,2 (2,33)                                                              | 379,2 (14,93)                                                            |
| Дани са кишом (≥ 0.01 in)                                                | 6,1                                                                      | 6,4                                                                      | 5,5                                                                      | 3,2                                                                      | 1,3                                                                      | 0,6                                                                      | 0,3                                                                      | 0,3                                                                      | 1,0                                                                      | 2,5                                                                      | 3,3                                                                      | 5,2                                                                      | 35,7                                                                     |
| Сунчани сати — месечни просек                                            | 225,3                                                                    | 222,5                                                                    | 267,0                                                                    | 303,5                                                                    | 276,2                                                                    | 275,8                                                                    | 364,1                                                                    | 349,5                                                                    | 278,5                                                                    | 255,1                                                                    | 217,3                                                                    | 219,4                                                                    | 3.254,2                                                                  |
| Сунчано време — месечни проценти                                         | 71                                                                       | 72                                                                       | 72                                                                       | 78                                                                       | 64                                                                       | 64                                                                       | 83                                                                       | 84                                                                       | 75                                                                       | 73                                                                       | 70                                                                       | 71                                                                       | 73                                                                       |
| Извор: (1961–1977)                                                       |                                                                          |                                                                          |                                                                          |                                                                          |                                                                          |                                                                          |                                                                          |                                                                          |                                                                          |                                                                          |                                                                          |                                                                          |                                                                          |

| Клима Лос Анђелес (), 1981–2010 нормале, екстреми 1944–садашњост | Клима Лос Анђелес (), 1981–2010 нормале, екстреми 1944–садашњост | Клима Лос Анђелес (), 1981–2010 нормале, екстреми 1944–садашњост | Клима Лос Анђелес (), 1981–2010 нормале, екстреми 1944–садашњост | Клима Лос Анђелес (), 1981–2010 нормале, екстреми 1944–садашњост | Клима Лос Анђелес (), 1981–2010 нормале, екстреми 1944–садашњост | Клима Лос Анђелес (), 1981–2010 нормале, екстреми 1944–садашњост | Клима Лос Анђелес (), 1981–2010 нормале, екстреми 1944–садашњост | Клима Лос Анђелес (), 1981–2010 нормале, екстреми 1944–садашњост | Клима Лос Анђелес (), 1981–2010 нормале, екстреми 1944–садашњост | Клима Лос Анђелес (), 1981–2010 нормале, екстреми 1944–садашњост | Клима Лос Анђелес (), 1981–2010 нормале, екстреми 1944–садашњост | Клима Лос Анђелес (), 1981–2010 нормале, екстреми 1944–садашњост | Клима Лос Анђелес (), 1981–2010 нормале, екстреми 1944–садашњост |
| Показатељ \ Месец                                                | .Јан.                                                            | .Феб.                                                            | .Мар.                                                            | .Апр.                                                            | .Мај.                                                            | .Јун.                                                            | .Јул.                                                            | .Авг.                                                            | .Сеп.                                                            | .Окт.                                                            | .Нов.                                                            | .Дец.                                                            | .Год.                                                            |
| ---------------------------------------------------------------- | ---------------------------------------------------------------- | ---------------------------------------------------------------- | ---------------------------------------------------------------- | ---------------------------------------------------------------- | ---------------------------------------------------------------- | ---------------------------------------------------------------- | ---------------------------------------------------------------- | ---------------------------------------------------------------- | ---------------------------------------------------------------- | ---------------------------------------------------------------- | ---------------------------------------------------------------- | ---------------------------------------------------------------- | ---------------------------------------------------------------- |
| Апсолутни максимум, °C (°F)                                      | 33 (91)                                                          | 33 (92)                                                          | 35 (95)                                                          | 35 (95)                                                          | 33 (91)                                                          | 39 (103)                                                         | 34 (93)                                                          | 37 (98)                                                          | 41 (106)                                                         | 38 (101)                                                         | 38 (101)                                                         | 34 (94)                                                          | 41 (106)                                                         |
| Средњи максимум, °C (°F)                                         | 27,3 (81,2)                                                      | 27,2 (81,0)                                                      | 26,4 (79,6)                                                      | 28,6 (83,4)                                                      | 26,6 (79,9)                                                      | 26,7 (80,0)                                                      | 28,7 (83,6)                                                      | 29,8 (85,7)                                                      | 32,3 (90,1)                                                      | 32,2 (89,9)                                                      | 29,7 (85,5)                                                      | 26,1 (78,9)                                                      | 34,8 (94,7)                                                      |
| Максимум, °C (°F)                                                | 18,1 (64,6)                                                      | 17,9 (64,3)                                                      | 18 (64,4)                                                        | 19,1 (66,4)                                                      | 20,1 (68,1)                                                      | 21,4 (70,6)                                                      | 23,2 (73,8)                                                      | 23,8 (74,9)                                                      | 23,7 (74,6)                                                      | 22,5 (72,5)                                                      | 20,5 (68,9)                                                      | 18,1 (64,6)                                                      | 20,6 (69,0)                                                      |
| Просек, °C (°F)                                                  | 13,7 (56,7)                                                      | 13,9 (57,1)                                                      | 14,4 (58,0)                                                      | 15,6 (60,1)                                                      | 17,1 (62,7)                                                      | 18,6 (65,5)                                                      | 20,4 (68,8)                                                      | 20,9 (69,6)                                                      | 20,5 (68,9)                                                      | 18,8 (65,9)                                                      | 16,2 (61,1)                                                      | 13,7 (56,6)                                                      | 17 (62,6)                                                        |
| Минимум, °C (°F)                                                 | 9,3 (48,8)                                                       | 10 (50,0)                                                        | 10,9 (51,7)                                                      | 12,1 (53,8)                                                      | 14,1 (57,3)                                                      | 15,8 (60,5)                                                      | 17,6 (63,7)                                                      | 17,9 (64,3)                                                      | 17,3 (63,2)                                                      | 15,2 (59,3)                                                      | 11,8 (53,2)                                                      | 9,3 (48,7)                                                       | 13,4 (56,2)                                                      |
| Средњи минимум, °C (°F)                                          | 5,1 (41,1)                                                       | 5,8 (42,5)                                                       | 7 (44,6)                                                         | 8,6 (47,5)                                                       | 11,4 (52,5)                                                      | 13,4 (56,2)                                                      | 15,4 (59,8)                                                      | 15,9 (60,6)                                                      | 14,7 (58,4)                                                      | 11,5 (52,7)                                                      | 7,4 (45,3)                                                       | 4,9 (40,9)                                                       | 3,8 (38,8)                                                       |
| Апсолутни минимум, °C (°F)                                       | −3 (27)                                                          | 1 (34)                                                           | 2 (35)                                                           | 6 (42)                                                           | 7 (45)                                                           | 9 (48)                                                           | 11 (52)                                                          | 11 (51)                                                          | 8 (47)                                                           | 6 (43)                                                           | 3 (38)                                                           | 0 (32)                                                           | −3 (27)                                                          |
| Количина кишеmm (in)                                             | 68,8 (2,71)                                                      | 82,6 (3,25)                                                      | 47 (1,85)                                                        | 17,8 (0,70)                                                      | 5,6 (0,22)                                                       | 2 (0,08)                                                         | 0,8 (0,03)                                                       | 1,3 (0,05)                                                       | 5,3 (0,21)                                                       | 14,2 (0,56)                                                      | 28,2 (1,11)                                                      | 52,1 (2,05)                                                      | 325,6 (12,82)                                                    |
| Дани са кишом (≥ 0.01 in)                                        | 6,0                                                              | 6,6                                                              | 5,8                                                              | 2,8                                                              | 1,2                                                              | 0,6                                                              | 0,5                                                              | 0,3                                                              | 1,0                                                              | 2,3                                                              | 3,4                                                              | 5,2                                                              | 35,7                                                             |
| Релативна влажност, %                                            | 63,4                                                             | 67,9                                                             | 70,5                                                             | 71,0                                                             | 74,0                                                             | 75,9                                                             | 76,6                                                             | 76,6                                                             | 74,2                                                             | 70,5                                                             | 65,5                                                             | 62,9                                                             | 70,8                                                             |
| Извор: (релативна влажност 1961–1990)                            |                                                                  |                                                                  |                                                                  |                                                                  |                                                                  |                                                                  |                                                                  |                                                                  |                                                                  |                                                                  |                                                                  |                                                                  |                                                                  |

| Клима Лос Анђелес (Канога парк, у Сан Фернандо долини) | Клима Лос Анђелес (Канога парк, у Сан Фернандо долини) | Клима Лос Анђелес (Канога парк, у Сан Фернандо долини) | Клима Лос Анђелес (Канога парк, у Сан Фернандо долини) | Клима Лос Анђелес (Канога парк, у Сан Фернандо долини) | Клима Лос Анђелес (Канога парк, у Сан Фернандо долини) | Клима Лос Анђелес (Канога парк, у Сан Фернандо долини) | Клима Лос Анђелес (Канога парк, у Сан Фернандо долини) | Клима Лос Анђелес (Канога парк, у Сан Фернандо долини) | Клима Лос Анђелес (Канога парк, у Сан Фернандо долини) | Клима Лос Анђелес (Канога парк, у Сан Фернандо долини) | Клима Лос Анђелес (Канога парк, у Сан Фернандо долини) | Клима Лос Анђелес (Канога парк, у Сан Фернандо долини) | Клима Лос Анђелес (Канога парк, у Сан Фернандо долини) |
| Показатељ \ Месец                                      | .Јан.                                                  | .Феб.                                                  | .Мар.                                                  | .Апр.                                                  | .Мај.                                                  | .Јун.                                                  | .Јул.                                                  | .Авг.                                                  | .Сеп.                                                  | .Окт.                                                  | .Нов.                                                  | .Дец.                                                  | .Год.                                                  |
| ------------------------------------------------------ | ------------------------------------------------------ | ------------------------------------------------------ | ------------------------------------------------------ | ------------------------------------------------------ | ------------------------------------------------------ | ------------------------------------------------------ | ------------------------------------------------------ | ------------------------------------------------------ | ------------------------------------------------------ | ------------------------------------------------------ | ------------------------------------------------------ | ------------------------------------------------------ | ------------------------------------------------------ |
| Апсолутни максимум, °C (°F)                            | 34 (93)                                                | 34 (94)                                                | 38 (101)                                               | 41 (105)                                               | 45 (113)                                               | 45 (113)                                               | 46 (115)                                               | 47 (116)                                               | 46 (115)                                               | 43 (110)                                               | 37 (99)                                                | 36 (96)                                                | 47 (116)                                               |
| Максимум, °C (°F)                                      | 19,9 (67,9)                                            | 21,1 (69,9)                                            | 22,2 (72,0)                                            | 25,4 (77,7)                                            | 27,4 (81,3)                                            | 31,6 (88,8)                                            | 35 (95,0)                                              | 35,6 (96,0)                                            | 33,2 (91,7)                                            | 29,1 (84,4)                                            | 23,7 (74,7)                                            | 20,4 (68,8)                                            | 27,1 (80,7)                                            |
| Просек, °C (°F)                                        | 12,1 (53,7)                                            | 13 (55,4)                                              | 14 (57,2)                                              | 16,3 (61,3)                                            | 18,4 (65,2)                                            | 21,7 (71,0)                                            | 24,4 (76,0)                                            | 24,9 (76,8)                                            | 23,1 (73,5)                                            | 19,3 (66,8)                                            | 14,6 (58,2)                                            | 12 (53,6)                                              | 17,8 (64,1)                                            |
| Минимум, °C (°F)                                       | 4,2 (39,5)                                             | 4,9 (40,9)                                             | 5,7 (42,3)                                             | 7,1 (44,8)                                             | 9,5 (49,1)                                             | 11,8 (53,2)                                            | 13,8 (56,9)                                            | 14,2 (57,6)                                            | 12,9 (55,2)                                            | 9,6 (49,2)                                             | 5,4 (41,7)                                             | 3,5 (38,3)                                             | 8,6 (47,4)                                             |
| Апсолутни минимум, °C (°F)                             | −7 (19)                                                | −8 (18)                                                | −3 (26)                                                | −1 (30)                                                | 1 (33)                                                 | 2 (36)                                                 | 6 (42)                                                 | 6 (42)                                                 | 3 (38)                                                 | −3 (27)                                                | −5 (23)                                                | −7 (20)                                                | −8 (18)                                                |
| Количина кишеmm (in)                                   | 97,3 (3,83)                                            | 111,8 (4,40)                                           | 91,4 (3,60)                                            | 22,4 (0,88)                                            | 8,1 (0,32)                                             | 1,8 (0,07)                                             | 0,3 (0,01)                                             | 3,8 (0,15)                                             | 6,1 (0,24)                                             | 15,7 (0,62)                                            | 32,8 (1,29)                                            | 60,5 (2,38)                                            | 452 (17,79)                                            |
| Дани са кишом                                          | 6,2                                                    | 5,9                                                    | 6,1                                                    | 3,0                                                    | 1,3                                                    | 0,4                                                    | 0,1                                                    | 0,7                                                    | 1,3                                                    | 2,0                                                    | 3,2                                                    | 4,4                                                    | 34,6                                                   |
| Извор: NOAA                                            |                                                        |                                                        |                                                        |                                                        |                                                        |                                                        |                                                        |                                                        |                                                        |                                                        |                                                        |                                                        |                                                        |

## Становништво
Према попису становништва из 2010. у граду је живело 3.792.621 становника, што је 97.801 (2,6%) становника више него 2000. године.
|                   | 2010.              | 2000.              |
| Укупно            | 3 792 621 (100,0%) | 3 694 820 (100,0%) |
| Хиспаноамериканци | 1 838 822 (48,48%) | 1 719 073 (46,53%) |
| Белци             | 1 086 908 (28,66%) | 1 099 188 (29,75%) |
| Азијати           | 426 959 (11,26%)   | 369 254 (9,994%)   |
| Афроамериканци    | 365 118 (9,627%)   | 415 195 (11,24%)   |
| Остали            | 74 814 (1,973%)    | 92 110 (2,493%)    |

## Партнерски градови
| - Атина, Грчка (1984) - Окланд, Нови Зеланд (1971) - Бејрут, Либан (2006) - Берлин, Немачка (1967) - Бордо, Француска (1964) - Бусан, Јужна Кореја (1971) - Еилат, Израел (1959) - Гиза, Египат (1989) - Гуангџоу, Кина (1981) - Искија, Италија (2006) - Џакарта, Индонезија (1990) - Каунас, Литванија (1991) - Лусака, Замбија (1968) - Макати Сити, Филипини (1992) |  | - Мексико Сити, Мексико (1969) - Мумбај, Индија (1972) - Нагоја, Јапан (1959) - Салвадор, Бразил (1962) - Сан Салвадор, Салвадор (2005) - Сплит, Хрватска (1993) - Санкт Петербург, Русија (1989) - Тајпеј, Тајван (1979) - Техеран, Иран (1972) - Ванкувер, Канада (1986) - Јереван, Јерменија (2007) |